# Клапан газліфтний
Клапан газліфтний (рос. газлифтный клапан; англ. gaslift valve; нім. Gasliftventil n) — клапан, призначений для пуску в роботу газліфтних і освоєння фонтанних свердловин, а також для подавання газу в підіймальні труби при нормальній роботі газліфтних свердловин. К.г. класифікують:
- за призначенням — пускові і робочі;
- за способом кріплення до насосно-компресорних труб — стаціонарні (зовнішні; кріпляться на колоні труб зовні); знімні (внутрішні; кріпляться всередині газліфтних свердловинних камер;
- за принципом дії — керовані тиском або газу, або рідини; диференціальні (керовані перепадом тиску);
- за конструктивним виконанням — сильфонні; пружинні; комбіновані.

Тарування газліфтного клапана — перевірка в лабораторних умовах на стенді можливості спрацювання клапана газліфтного за термодинамічних умов на глибині його розміщення в газліфтній (чи фонтанній) свердловині в ході подавання стиснутого газу. Тарування газліфтного клапана здійснюють за величинами відповідно номінального тиску тарування і тиску азоту в сильфоні за лабораторних умов тарування.